# Шамшуренков, Леонтий Лукьянович
Леонтий Лукьянович Шамшуре́нков (1687 год, дер. Большепольская Яранского уезда — 1758 год, там же) — русский крестьянин, механик, изобретатель.

## Биография
Первоначальную известность Шамшуренкову принесла модель «снаряда», изобретенного им для поднятия на колокольню Ивана Великого Царь-колокола, незадолго до того перелитого.
Также является автором первого известного русского веломобиля. Хотя «самобеглый экипаж» Кулибина более известен, Шамшуренков свой представил на 40 лет раньше.

## Память
- Парк его имени в Яранске.
- Изобретателю посвящён фестиваль «Колёсная феерия», проводимый в Яранске[3].